# ヴォルタ・マントヴァーナ
ヴォルタ・マントヴァーナ（伊: Volta Mantovana）は、イタリア共和国ロンバルディア州マントヴァ県にある、人口約7,200人の基礎自治体（コムーネ）。

## 地理

### 位置・広がり

#### 隣接コムーネ
隣接するコムーネは以下の通り。括弧内のVRはヴェローナ県所属を示す。
- カヴリアーナ
- ゴーイト
- マルミローロ
- モンツァンバーノ
- ヴァレッジョ・スル・ミンチョ (VR)

### 気候分類・地震分類
気候分類では、zona E, 2526 GGに分類される。
また、イタリアの地震リスク階級 (it) では、zona 3 (sismicità bassa) に分類される。

## 行政

### 分離集落
ヴォルタ・マントヴァーナには、以下の分離集落（フラツィオーネ）がある。
- Cereta, Castelgrimaldo, Foresto, Ferri-Falzoni